# Шевченко Микола Вікторович
Шевченко Микола Вікторович (нар. 22 вересня 1966) — професор, доктор сільськогосподарських наук, завідувач кафедри землеробства та гербології ім. О. М. Можейка Державного біотехнологічного університету.

## Біографія
Микола Вікторович народився 22 вересня 1966 року в с. Заміське Валківського району Харківської області.
У 1989 році закінчив Харківський сільськогосподарський інститут ім. В. В. Докучаєва.
З 1990 по 1991 роки головний агроном колгоспу «Зорякомунізму» Валківського району Харківської області.
З 1991 по 1994 роки бригадир-садовод, агроном із захисту рослин радгоспу «Глобівський» Краснокутського району Харківської області.
З 1994 по 2001 роки аспірант, доцент кафедри землеробства Харківського державного аграрного університету.
У 1997 році захистив кандидатську дисертацію на тему «Вплив різних способів основного обробітку ґрунту на умови росту та продуктивність культур зернопросапної ланки сівозміни в умовах Лівобережного Лісостепу України».
З 2001 по 2007 роки доцент кафедри землеробства Харківського національного аграрного університету ім. В. В. Докучаєва.
З 2007 по 2011 роки директор навчально-наукового інституту агробіології Харківського національного аграрного університету ім. В. В. Докучаєва.
З 2011 по 2015 роки доцент, докторант кафедри землеробства ім. О. М. Можейка Харківського національного аграрного університету ім. В. В. Докучаєва.
У 2015 році захистив докторську дисертацію на тему «Наукові основи системи обробітку ґрунту в польових сівозмінах Лівобережного Лісостепу України».
З 2015 по 2021 роки завідувач кафедри землеробства ім. О. М. Можейка Харківського національного аграрного університету ім. В. В. Докучаєва.
З 2021 по теперішній час завідувач кафедри землеробства та гербології ім. О. М. Можейка Державного біотехнологічного університету.

## Праці
Микола Вікторович автор понад 130 публікацій, з них 3 монографії, 40 статей, 3 у науково-метричних базах Scopus, 6 навчальних та науково-методичних посібників, 5 рекомендацій, 2 державні стандарти.
Наукові інтереси: наукові основи систем обробітку ґрунту, ґрунтозахисне енерозберігаюче землеробство, протиерозійна оптимізація територій землекористування та технологій.

## Відзнаки та нагороди
- стипедії Президента України (1995, 1996);
- стипендія Кабінету Міністра України для молодих вчених (1998-1999);
- почесна грамота Міністерства аграрної політики України (2003);
- відзнака Мінагрополітики України «Відмінник аграрної політики і освіти ІІІ ступеня» (2007);
- відзнака Мінагрополітики України «Відмінник аграрної політики і освіти  ІІ ступеня» (2010);
- грамота Харківської обласної  державної адміністрації (2016);
- дипломат конкурсу «Вища школа Харківщини - кращі імена» у номінації «Кращий викладач професійноорієнтованої дисципліни» (2017).